# Ernesto Pivetti
Ernesto Pivetti, né à Palerme le 21 février 1888, mort le 10 août 1970, est un homme politique italien.
Conseiller municipal de Palerme et régional de Sicile monarchiste, il est maire de Palerme par intérim en 1951. Il est président du club de football de Palerme durant la saison 1954-1955.

## Biographie
Diplômé en droit, Ernesto Pivetti est avocat. 
Officier de réserve des Bersagliers, il a participé à la Première et à la Seconde Guerres mondiales, et a reçu la médaille de la valeur militaire. 
Membre du Parti national monarchiste dont il est inspecteur régional, il est soutenu par les clans mafieux dont Francesco Paolo Bontade, chef de Villagrazia, père de Stefano Bontate. 
Il est assesseur municipal de Palerme à partir du 10 février 1946 auprès de Gennaro Patricolo. Vice maire auprès de Gaspare Cusenza puis de Gaspare Cusenza, il dirige la municipalité du 1er avril au 12 novembre 1951, après la démission de ce dernier, n'assumant que l'administration ordinaire.
Il est élu à l'Assemblée régionale sicilienne le 3 juin 1951 pour la deuxième législature, et est réélu jusqu'en avril 1967. Il est nommé assesseur régional aux travaux publics le 20 juillet 1951 dans la seconde junte du DC Franco Restivo.
Il prend la présidence club de football de Palerme durant la saison 1954-1955, à la suite de Mario Fasino
Lorsque le DC dissident Silvio Milazzo devient président de la région, les monarchistes le soutiennent et Pivetti est nommé le 30 octobre 1958, assesseur adjoint, chargé des logements sociaux dans le premier gouvernement. Après les élections régionales de 1959, il est chargé par Milazzo du portefeuille de l'Hygiène et à la Santé qu'il conserve dans le 3e gouvernement milazziste jusqu'à sa chute, le 22 février 1960. Il est connu pour avoir reçu à cette époque une gifle du parrain Paolo Bontade, mais la raison divise les observateurs : pour certains, comme l'écrivain Pasquale Hamel, il refusait de voter en faveur de Milazzo soutenu par la mafia, alors que selon d'autres, comme Cataldo Grammatico, il ne souhaitait pas rompre l'alliance avec les démocrates-chrétiens dissidents.
Il n'obtient pas suffisamment de voix lors des élections régionales de 1967 pour siéger à l'ARS, mais retrouve son siège, le 13 novembre 1968, après la mort de Paolo Cuttitta, mais meurt à son tour avant la fin de la VIe législature et est remplacé par Paolino Di Stefano.